# Château-Chervix
 Château-Chervix  (en occitano Chasteu Chervic) es una población y comuna francesa, situada en la región de Lemosín, departamento de Alto Vienne, en el distrito de Limoges y cantón de Saint-Germain-les-Belles.

## Demografía
| 1181 | 1073 | 1019 | 909 | 801 | 710 | 779 |
| Para los censos de 1962 a 1999 la población legal corresponde a la población sin duplicidades (Fuente: INSEE [Consultar]) |      |      |     |     |     |     |